# Grus japonensis
La gru della Manciuria (in giapponese 鹤?, he; Grus japonensis P. L. Statius Müller, 1776) è una delle specie più a rischio della famiglia dei Gruidi. Il numero di esemplari di questa specie originaria dell'Asia orientale toccò probabilmente il minimo storico negli anni immediatamente successivi alla seconda guerra mondiale. Da allora, comunque, la popolazione è nuovamente aumentata in alcune aree. Negli ultimi sessanta anni, tuttavia, vaste parti dell'habitat di questa specie sono state convertite in terreni agricoli. Verso la fine del XX secolo, vivevano in natura tra le 1700 e le 2000 gru. Pertanto, la IUCN classifica questa specie come «in pericolo». In Cina è considerata nel taoismo la “gru divina”, （kanji 仙鹤： xian- he ) simbolo di longevità, pace ed eleganza; le gru della Manciuria sono animali di compagnia delle divinità taoiste, e insieme ad esse volano tra le nuvole. Attualmente la gru della Manciuria è una delle «specie protette di primo grado» insieme al panda gigante e al rinopiteco dorato.
La gru della Manciuria è una specie molto acquatica che durante la stagione riproduttiva ha bisogno di un fitto mosaico di canneti e di zone di acqua libera poco profonda. Non forma stormi numerosi durante le migrazioni. Le popolazioni dell'Asia orientale svernano nelle aree costiere, mentre quelle che nidificano nell'isola giapponese di Hokkaidō sono in gran parte stanziali.

## Descrizione

### Adulto
La gru della Manciuria raggiunge un'altezza di 1,5 metri e può pesare fino a 10 chilogrammi. Presenta pertanto dimensioni maggiori rispetto alle gru cenerine che vivono nell'Europa centrale. La sua apertura alare varia dai 2,2 ai 2,5 metri. Le femmine sono generalmente un po' più piccole dei maschi. Non esiste dimorfismo sessuale o stagionale. L'aspettativa di vita è di circa 30 anni.
L'intero piumaggio del corpo, le remiganti primarie, le piccole copritrici, le penne ascellari e le timoniere sono di colore bianco puro. Il mento, la gola e la parte superiore del collo sono neri. Su ogni lato della testa, da dietro agli occhi, si dipartono due ampie fasce bianche che si uniscono sulla nuca per poi scendere giù lungo il collo. Sulla pelle nuda nera della fronte si trovano sparse alcune piume nere; le stesse piume si trovano sulla zona di pelle ruvida e verrucosa color cremisi sulla sommità della testa.
Questa macchia cremisi, presente anche nelle gru cenerina, monaca, collonero e americana, è enfatizzata dalla colorazione bianca e nera delle piume della testa. Durante la stagione fredda o quando l'animale è in volo, la macchia può apparire più scura in quanto l'afflusso di sangue è inferiore. In alcuni casi può anche essere nascosta sotto le piume bianche del collo, che possono essere piegate in avanti come un cappuccio. Le zampe molto lunghe consentono all'animale di guadare attraverso le acque poco profonde e i banchi di sabbia. Il becco affusolato si adatta perfettamente alle sue tecniche di caccia.

### Giovane

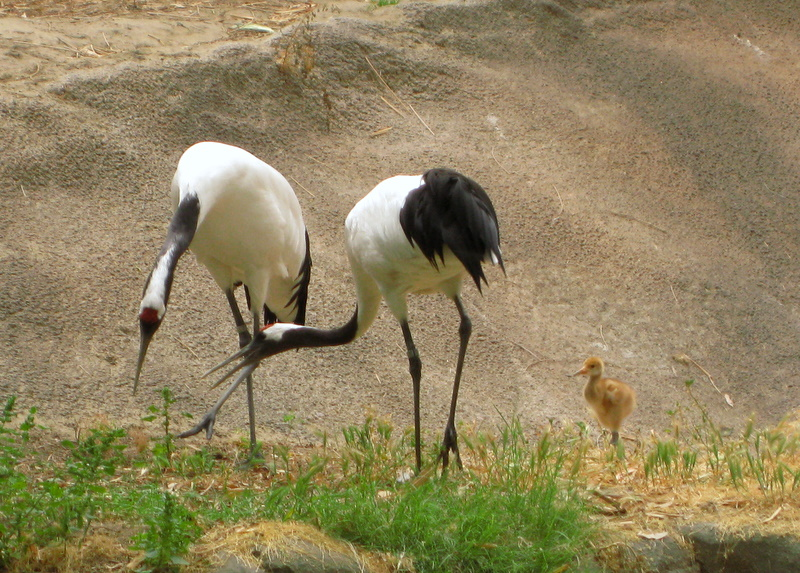
Coppia con pulcino allo zoo di San Diego (Stati Uniti).

Inizialmente il pulcino è ricoperto da un corto piumino molto fitto, di colore bruno-rossastro giallastro sulla parte superiore del corpo, più scuro sulle parti anteriori e posteriori; alla base delle ali vi sono zone più chiare. La parte inferiore del corpo è di colore giallo-rossastro brillante. Il secondo piumino assomiglia al primo, ma è più chiaro e più grigiastro. Le zone chiare alla base dell'ala si distinguono meno dal resto dell'abito.
L'abito giovanile si sviluppa alla fine di agosto, quando il piccolo ha l'età di circa tre mesi. I giovani hanno il collo e la testa di colore bruno-rossastro. Le piume bianche del corpo, specialmente quelle del dorso e del groppone, presentano ampi bordi marroni rossicci. Quelle della parte inferiore del corpo, invece, sono di colore bianco puro. Le remiganti secondarie e terziarie sono di colore marrone scuro, quelle primarie sono bianche con le estremità marroni. Nel piumaggio del primo autunno-inverno, il numero di piume bianche è significativamente maggiore, specialmente nella parte inferiore del corpo. Sulla testa, la fascia bianca inizia ad apparire come un leggero schiarimento; il collo e la gola sono di colore marrone scuro. Nel primo piumaggio primaverile, i giovani hanno già l'addome completamente bianco e la macchia bianca sui lati della testa e del collo diventa più evidente.
Nel piumaggio del secondo autunno-inverno, i giovani sono già in gran parte simili agli adulti, ma soprattutto sulla parte superiore del corpo ci sono ancora alcune piume del piumaggio precedente. Le remiganti primarie sono bianche con appena una stretta banda marrone alle estremità. La macchia nuda cremisi è più piccola di quella degli uccelli adulti.

## Distribuzione e habitat

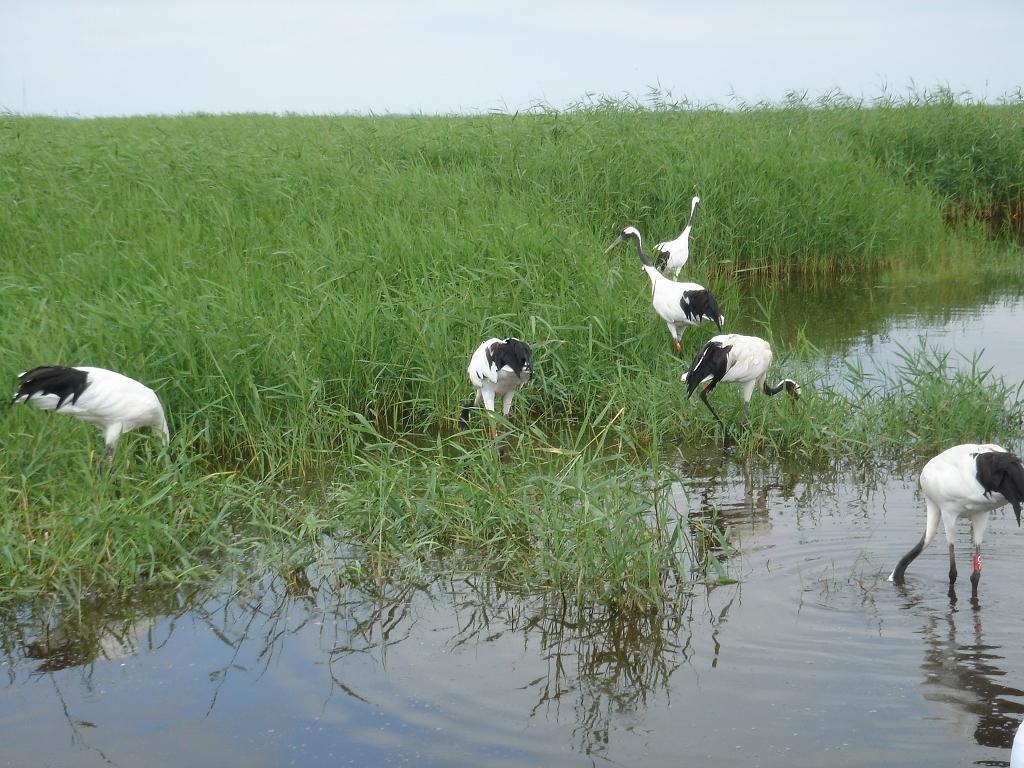
Gru della Manciuria nell'area di conservazione di Zhalong.

La gru della Manciuria è diffusa nell'Asia orientale, specialmente in Manciuria e ad Hokkaidō. Sul continente asiatico nidifica quasi esclusivamente nel bacino idrografico dell'Amur. Il suo areale si estende qui dal lago Hulun nella Mongolia Interna e dalla Provincia di Jilin, attraverso l'Heilongjiang, al lago Chanka e all'Ussuri ad est. Il nucleo centrale dell'areale di nidificazione si trova nell'Heilongjiang, in particolare intorno al Songhua e alle vaste paludi di Zhalong vicino alla città di Qiqihar. Lungo il medio corso dell'Amur, dove vi sono vaste pianure alluvionali, la gru della Manciuria condivide i terreni di nidificazione con la gru nucabianca.
Per quanto riguarda la popolazione di Hokkaidō, fino agli anni '70 si sospettava che si trattasse di esemplari prevalentemente svernanti, ma l'ornitologo George Archibald scoprì che questi uccelli si riproducono nelle inaccessibili paludi di Kushiro. Nella primavera del 1972, contò, durante un sopralluogo aereo delle paludi di Hokkaido, non meno di 53 nidi. Nel frattempo, i ricercatori scoprirono che le gru di Hokkaidō si erano separate dalla popolazione continentale millenni fa, come evidenziato dal diverso tipo di richiamo emesso durante i duetti nuziali. All'inizio degli anni 2000, Hokkaidō contava circa 160 coppie riproduttive. 53 coppie riproduttive hanno i loro terreni di nidificazione nella palude di 260 chilometri quadrati nel cuore del santuario delle gru di Kushiro. Un altro gruppo numeroso nidifica nella laguna di Akkeshi e nella zona costiera di Nemuro.
La gru della Manciuria non intraprende grandi movimenti migratori. Gli uccelli che si riproducono nella regione dell'Amur e nella riserva di Zhalong migrano verso le regioni costiere a nord di Shanghai. Le popolazioni dell'Ussuri e del lago Chanka svernano nella penisola coreana. La popolazione di Hokkaidō è costituita da uccelli stanziali.

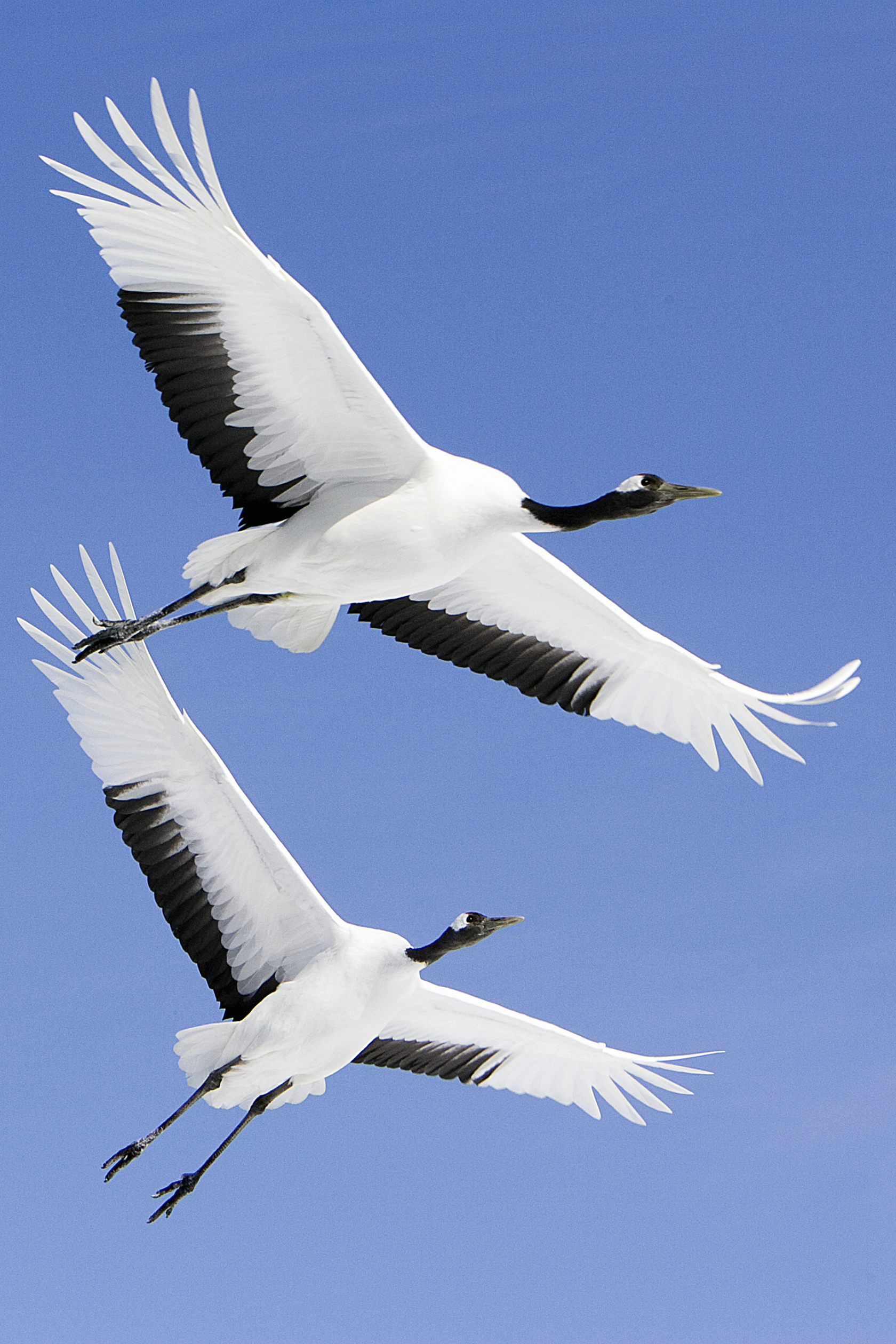
Gru della Manciuria in volo in Giappone.

La gru della Manciuria predilige le zone umide d'acqua dolce, le paludi e altri habitat umidi. Essendo una specie particolarmente acquatica, vive principalmente nei fitti canneti e nelle paludi profonde. Durante la stagione riproduttiva popola soprattutto biotopi costituiti da paludi e torbiere di carici ed eriofori e da prati paludosi di carici e Calamagrostis, zone relativamente aperte che consentono una buona visuale dei dintorni. Questi biotopi vengono allagati ogni anno in primavera e spesso sono ricoperti da 30-40 centimetri d'acqua. In piena estate, tuttavia, sono in gran parte asciutti.
Nel bacino idrografico dell'Amur la gru della Manciuria è la prima specie di gru a fare ritorno in primavera. Sceglie i propri terreni di nidificazione - per quanto possibile - in paludi lontane dalle attività umane. Al contrario, la gru nucabianca tende a rimanere ai margini degli stessi habitat riproduttivi e nidifica anche nei canneti e nei prati umidi vicini ai terreni agricoli.

## Biologia

### Alimentazione
La gru della Manciuria ha una dieta molto varia, ma si nutre principalmente di sostanze di origine animale; solo nelle zone di svernamento e durante certi periodi dell'anno le sostanze vegetali costituiscono la maggior parte del suo apporto alimentare. Tra i componenti animali della dieta si contano insetti, vermi, molluschi, pesci, anfibi, uccelli e loro uova e piccoli roditori. Per quanto riguarda le sostanze vegetali, la gru mangia chicchi di riso e miglio. Quando vanno in cerca di cibo, questi animali camminano lentamente con la testa china, mantenendosi sempre più a lungo in un unico punto e afferrano la preda con un rapido colpo di becco.

### Riproduzione
Le gru della Manciuria raggiungono la maturità sessuale all'età di tre o quattro anni. Sono uccelli monogami che vivono in coppie stabili. Tornano nei loro luoghi di nidificazione in un periodo in cui il terreno non è ancora scongelato e vi sono ancora gelate e tempeste regolari. Di norma, iniziano a nidificare nella seconda metà di aprile.
L'estensione di un singolo terreno di nidificazione varia tra 4,2 e 12,3 chilometri quadrati. La distanza tra un nido e l'altro è compresa tra 2,7 e 4 chilometri.

#### Danza di accoppiamento

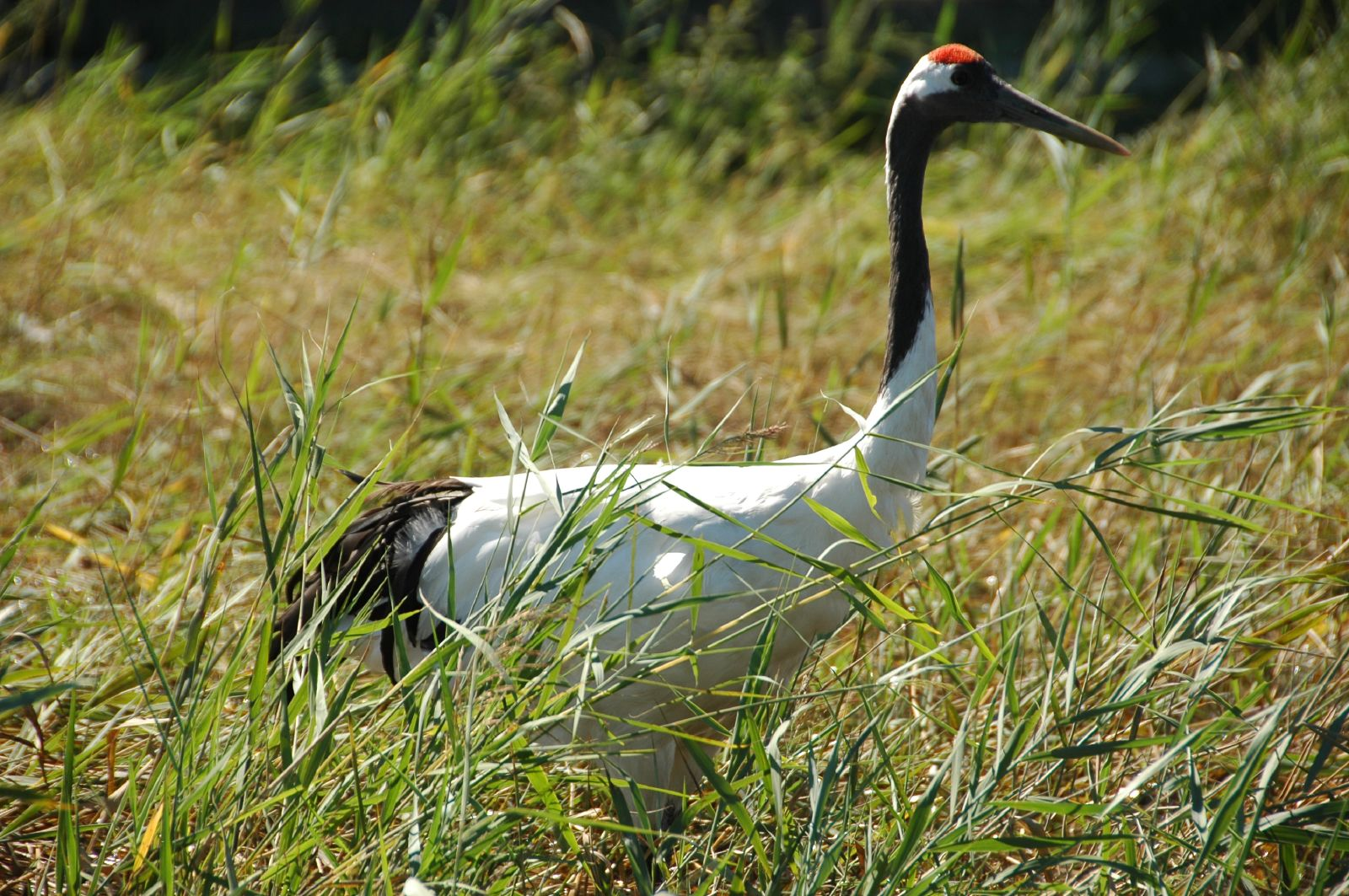
Gru della Manciuria vicino alla città cinese di Qiqihar.

La danza nuziale della gru della Manciuria è una delle più complesse tra quelle delle gru. Viene preferibilmente effettuata nelle aree di svernamento e a «danzare» sono sia gli esemplari adulti che i giovani non ancora maturi. Le danze di solito hanno luogo dopo l'assunzione di cibo. Uno degli uccelli inizia a saltare con le ali spiegate, seguito poi da un altro individuo, e presto ha luogo una danza collettiva che impegna l'intero stormo. Come quelle della maggior parte delle specie di gru, queste danze sono polifunzionali. Pertanto, la danza può rafforzare il legame di coppia e quello tra genitori e adolescenti o può placere gli animi più aggressivi all'interno dello stormo.
Quando danzano, le gru della Manciuria, come la maggior parte delle specie del genere Grus, stanno ritte sulle punte dei piedi, sollevano le piume del dorso e allargano le ali sulla schiena nella cosiddetta «posa da farfalla», in modo da apparire più grandi e imponenti. Diversamente da quella di altre specie di gru, la danza della gru della Manciuria prosegue con le ali aperte sollevate sulla schiena e il collo curvato così tanto che il rosso del capo viene a trovarsi di fronte al nero delle remiganti. Il lungo becco appuntito è rivolto verso l'alto.

#### Nido

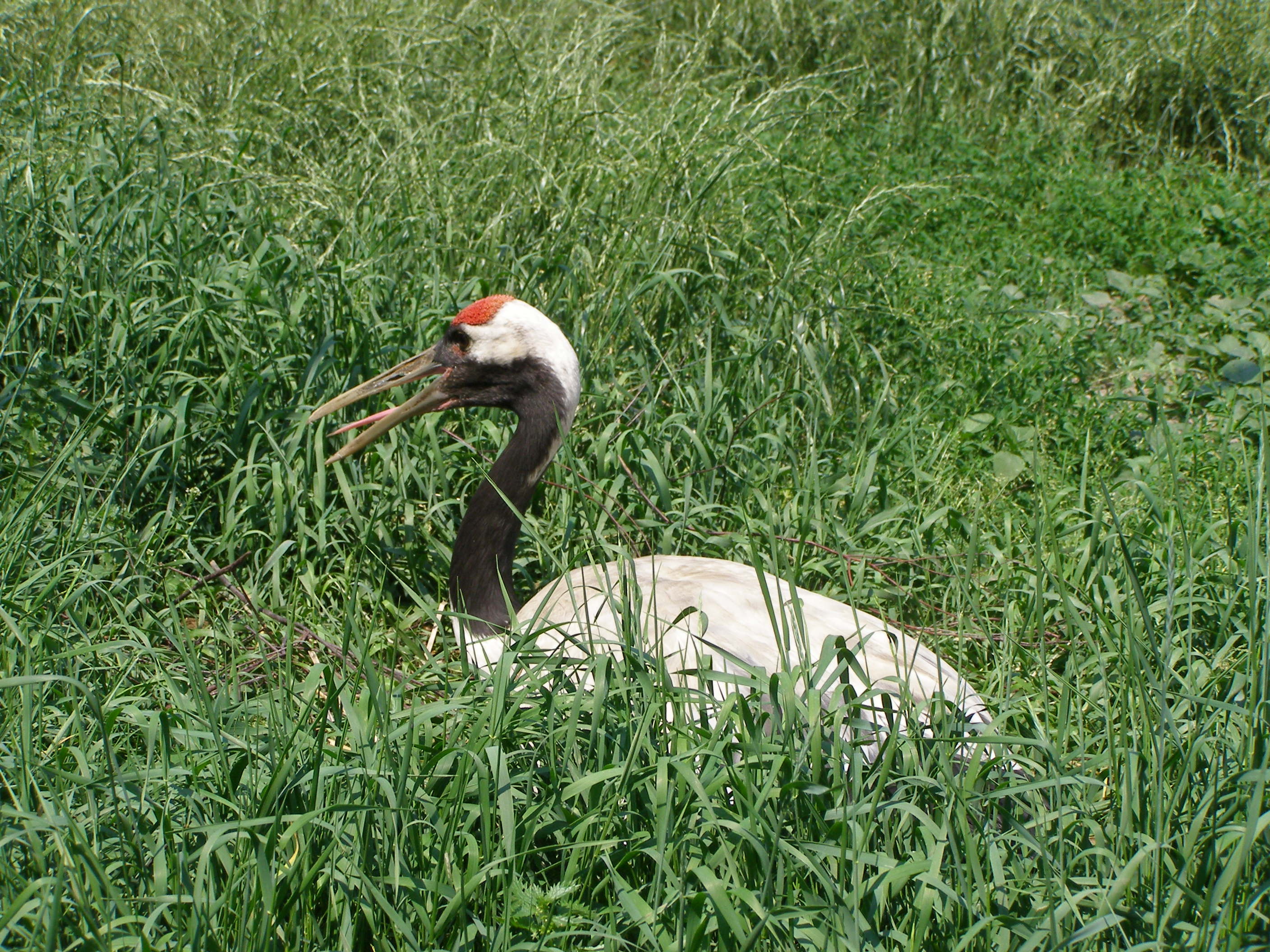

La gru della Manciuria costruisce il nido in acque relativamente profonde in mezzo alle cannucce di palude. La profondità dell'acqua in cui si trova il nido varia in genere tra 10 e 50 centimetri. Il nido è costituito da erba, cannucce di palude e altro materiale vegetale. È una piattaforma ovale piatta lunga circa 90-120 centimetri e larga 74-100 centimetri. Lo spessore inferiore della struttura varia tra 5 e 20 centimetri. Lo spazio interno effettivo, comunque, è piccolo se paragonato alle dimensioni della piattaforma: 35×50 centimetri.
La femmina depone due uova a intervalli di due-quattro giorni. Il loro guscio è molto liscio e presenta, insolitamente, una colorazione variabile. Occasionalmente le gru della Manciuria depongono uova di colore bianco puro, come quelle delle gru subtropicali. Si ritiene pertanto che questa specie originariamente fosse presente anche in regioni più meridionali dell'Asia orientale, in quanto un guscio di colore bianco ha di solito la funzione di riflettere il calore del sole. Le altre uova sono talvolta bluastre o macchiate, come quelle della maggior parte delle specie di gru nordiche.
La cova inizia dopo la deposizione del primo uovo ed entrambi i genitori sono coinvolti nell'incubazione. Durante la notte, di solito è la femmina a siedere nel nido, mentre di giorno viene sostituita dal maschio due o tre volte. La sostituzione avviene in silenzio: l'uccello che dà il cambio arriva al nido, quello qui presente si alza, si dà una pulita, ogni tanto gira di nuovo le uova e poi lascia la zona del nido. Il periodo di incubazione varia da 29 a 31 giorni. Al minimo segnale di pericolo il genitore che cova solleva rapidamente la testa; si alza regolarmente anche per girare le uova. Nel complesso, le uova vengono girate almeno 20 volte al giorno. Molto spesso questo avviene verso il mezzogiorno e la sera.
In natura, le gru della Manciuria lasciano il nido non appena un essere umano si avvicina a circa 200 metri. Allora l'uccello si alza, poi si allontana di 10-30 metri, si alza in volo e atterra nuovamente dopo aver percorso 600-800 metri. Poi cammina lentamente in cerchio, con le ali leggermente aperte, attorno al sito del nido.

#### Allevamento dei piccoli
Le uova si schiudono principalmente tra la seconda decade di maggio e la prima di giugno. Non c'è competizione tra i due giovani e solitamente sopravvivono entrambi. I pulcini sono nidifughi e seguono gli adulti già poco dopo la schiusa. Nei primi giorni di vita, vengono alimentati da uno dei genitori. Quando si sentono minacciati, i genitori portano i piccoli in zone più profonde della palude. Se le paludi si prosciugano durante i mesi estivi, gli uccelli si spostano in altre zone umide.
I giovani crescono molto velocemente, in particolare tra il decimo e il quarantesimo giorno di vita. A tre mesi sono già grandi quanto gli adulti, ma raggiungono la maturità sessuale a tre o quattro anni. A differenza di molte altre specie di gru, le gru della Manciuria riescono spesso ad allevare con successo entrambi i pulcini.

## Rapporti con l'uomo

### Minacce

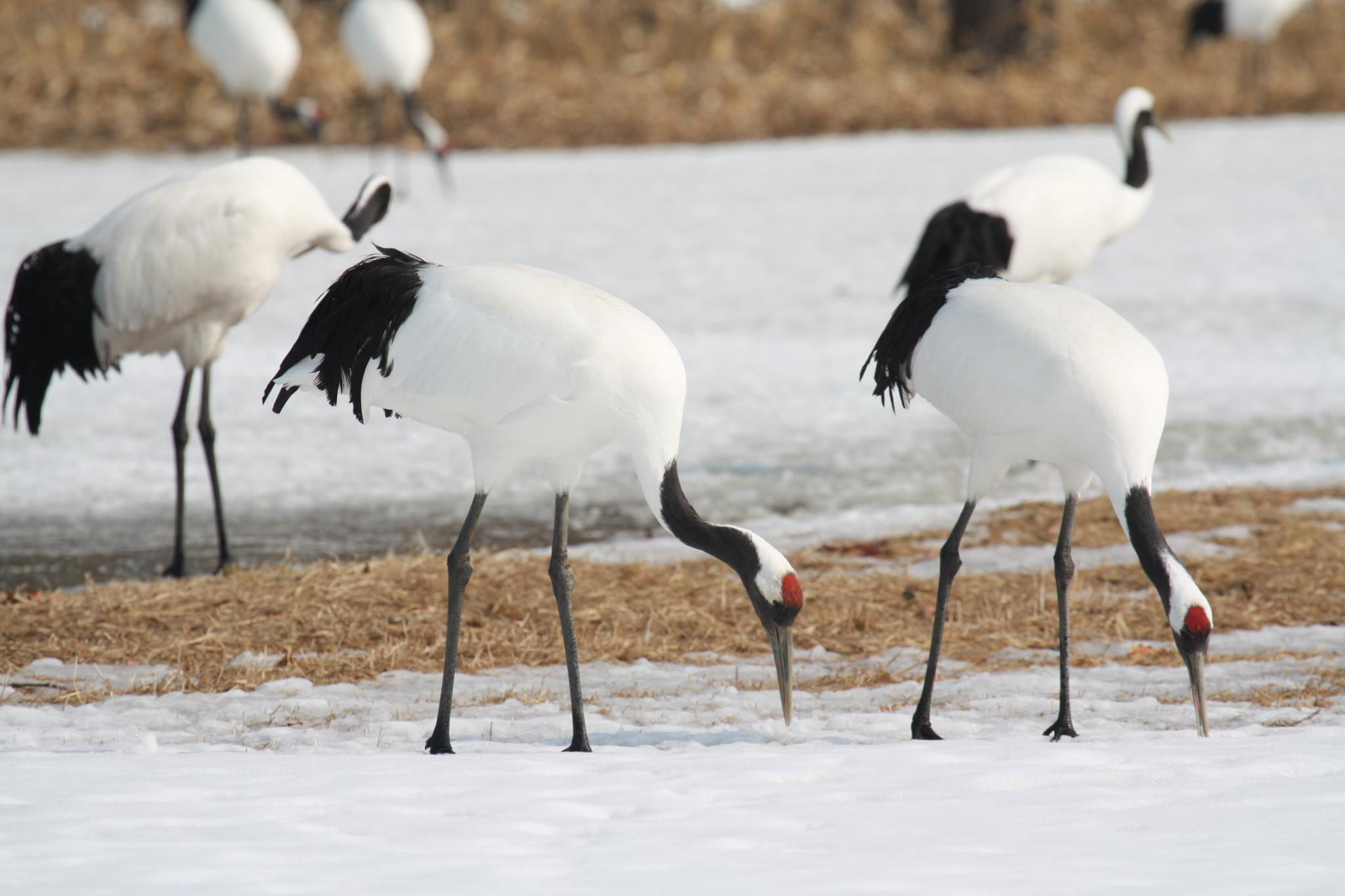
Gru della Manciuria a Hokkaidō.

Il numero delle gru della Manciuria è sceso drasticamente negli ultimi anni. La IUCN ne stima la popolazione totale a circa 2400 esemplari e classifica la specie «in pericolo» (Endangered).
Le minacce principali per questa specie sono le attività antropiche che portano alla perdita dell'habitat. Il prosciugamento delle paludi, il pascolo del bestiame, la raccolta di fieno, l'utilizzo di sostanze chimiche che contaminano il suolo e l'acqua, andando a deteriorare alla base la catena alimentare, hanno portato alla scomparsa dei terreni di nidificazione in gran parte dell'areale. Conseguenze molto negative ha avuto anche il disturbo arrecato alle coppie che nidificano: se particolarmente stressati, i genitori abbandonano il terreno di nidificazione e i pulcini rimasti da soli sono quindi esposti al rischio di predazione da parte dei corvi.
In alcune aree i programmi di protezione della gru della Manciuria si scontrano con le esigenze della popolazione locale. Sul lago Chanka, le cui sponde sono situate sia in Cina che in Siberia, le banchine fluviali costituiscono uno dei terreni agricoli più preziosi dal punto di vista economico. Addirittura, il versante siberiano era l'unico punto di tutta l'URSS in cui veniva coltivato il riso, oltre ad altri cereali, soia e pomodori. Anche sul versante cinese il terreno è altrettanto fertile. Nella riserva naturale di Zhalong, la gru della Manciuria, che predilige un mosaico di isole e acque libere, potrebbe trarre beneficio dal fatto che la popolazione che vive nell'area adiacente possa raccogliere per legge solamente metà delle canne qui presenti. Per questa gente, tuttavia, la raccolta delle canne rappresenta tra il 70 e l'80% del reddito. Gli abitanti sono quindi costretti a raccogliere più canne di quanto sia compatibile con la protezione degli uccelli.

### Conservazione
Le gru della Manciuria sono presenti in un gran numero di zoo e riserve. In effetti, la popolazione in cattività è talmente numerosa che non esiste un registro genealogico globale, ma solo regionale, soprattutto all'interno dei registri genealogici relativi ad un solo continente. In Giappone si è scoperto che i maschi in cattività incapaci di volare attraggono femmine libere nei recinti e allevano la prole insieme a loro, che si unisce agli stormi di gru selvatiche non appena è in grado di volare.
Nella riserva naturale di Zhalong alcune gru della Manciuria sono state allevate a mano e rilasciate nelle paludi. Durante i mesi invernali gli esemplari in questione sono stati nuovamente catturati per evitare perdite. Negli anni successivi, questi uccelli si sono accoppiati tra loro o con gru della Manciuria selvatiche e hanno allevato la loro prole vicino al luogo in cui sono cresciuti. Anche questi pulcini sono stati tenuti in cattività durante i primi mesi invernali insieme ai genitori. Queste gru semi-selvatiche tollerano la presenza degli esseri umani in misura maggiore rispetto alle loro controparti selvatiche; tale obiettivo è proprio quello che i conservazionisti si sono proposti di raggiungere con queste misure.

### Importanza culturale

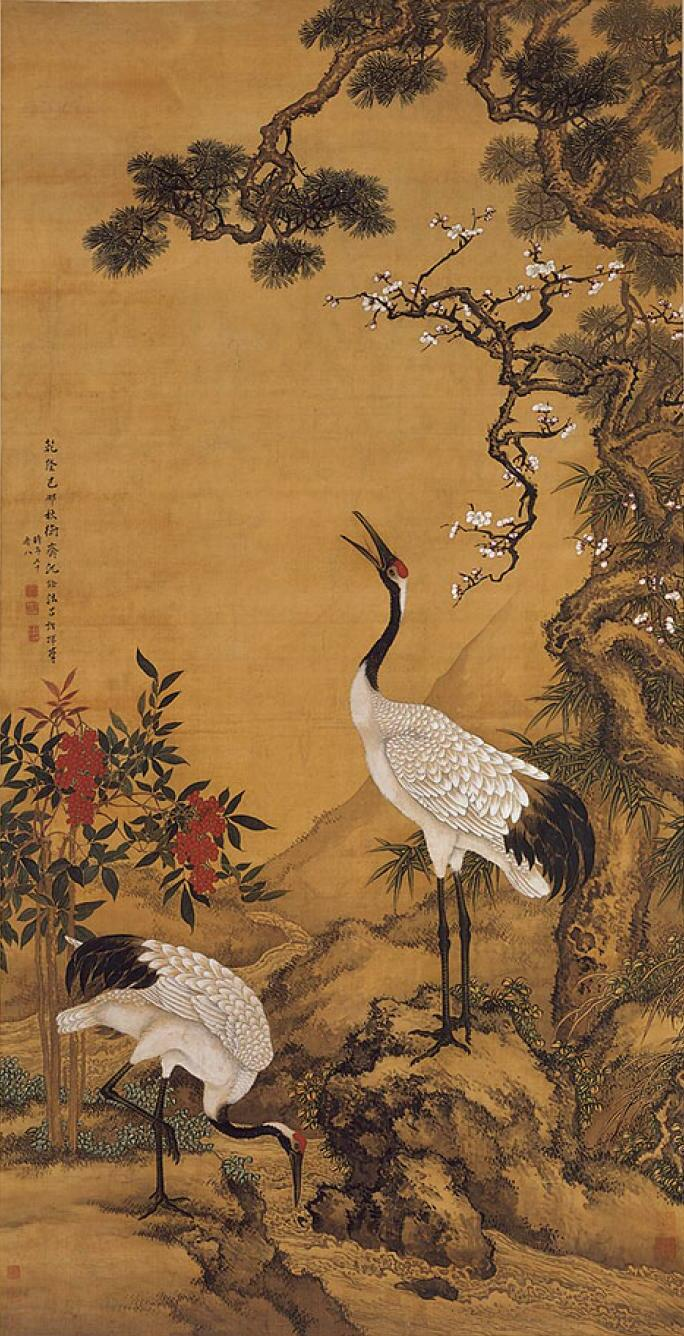
Tre simboli di longevità cinesi - il pino, il susino e la gru - in una stampa di Shen Quan (1759).

La gru della Manciuria è considerata la specie di gru più frequentemente riprodotta nell'arte dell'Asia orientale. I filosofi cinesi hanno visto nel disegno nero del piumaggio, che l'uccello mette in mostra quando allarga le ali, una manifestazione del principio yin e yang. L'immagine della gru viene ricamata sui kimono, riprodotta nelle xilografie, dipinta sui pannelli a muro e disegnata sulle pergamene. Tra gli Ainu, gli abitanti originari del Giappone, la gru della Manciuria è il messaggero della morte e il simbolo della vita eterna. In Giappone questa specie era anche oggetto di caccia; tuttavia questa attività, che veniva praticata con i falchi, è stata riservata per molto tempo solo all'alta nobiltà. Solo dopo il 1867, l'anno del rinnovamento Meiji, tale diritto venne esteso anche alla popolazione rurale. Si sviluppò ben presto l'abitudine di mangiare carne di gru a Capodanno, ma già nel 1889 la popolazione era così diminuita da far credere che la gru della Manciuria fosse ormai sull'orlo dell'estinzione in Giappone.
All'inizio del XX secolo, la gru della Manciuria scomparve anche da Hokkaidō. Alcuni esemplari vennero di tanto in tanto avvistati nel 1910 e nel 1924 un piccolo stormo fu nuovamente osservato nelle paludi di Kushiro per la prima volta. La caccia alla gru fu quindi bandita e il Ministero della Cultura giapponese dichiarò la gru della Manciuria monumento nazionale. Già negli anni '30 del secolo scorso, in queste paludi, furono riconosciuti come santuario naturale 2700 ettari. Durante un periodo di forti gelate nel 1952 i contadini locali salvarono uno stormo rimanente di 30 gru della Manciuria che si erano riunite intorno a una sorgente calda spargendo chicchi di grano nei dintorni. Questa tradizione continua ancora oggi.